# موریس کانتن دو لا تور
موریس کانتن دو لا تور (به فرانسوی: Maurice Quentin de La Tour) ‏(۵ سپتامبر ۱۷۰۴ – ۱۷ فوریه ۱۷۸۸) چهره‌نگار فرانسوی و استاد نقاشی با پاستل بود.
لویی پانزدهم، مادام پمپادور، ولتر، ژان-ژاک روسو و موریتس زاکسن برخی از مشاهیری هستند که موریس کانتن دو لا تور تک‌چهره‌هایشان را نقاشی کرده است. بیشتر کارهای او در موزهٔ لوور و موزهٔ زادگاهش، سن کانتن نگهداری می‌شوند.

## نگارخانه

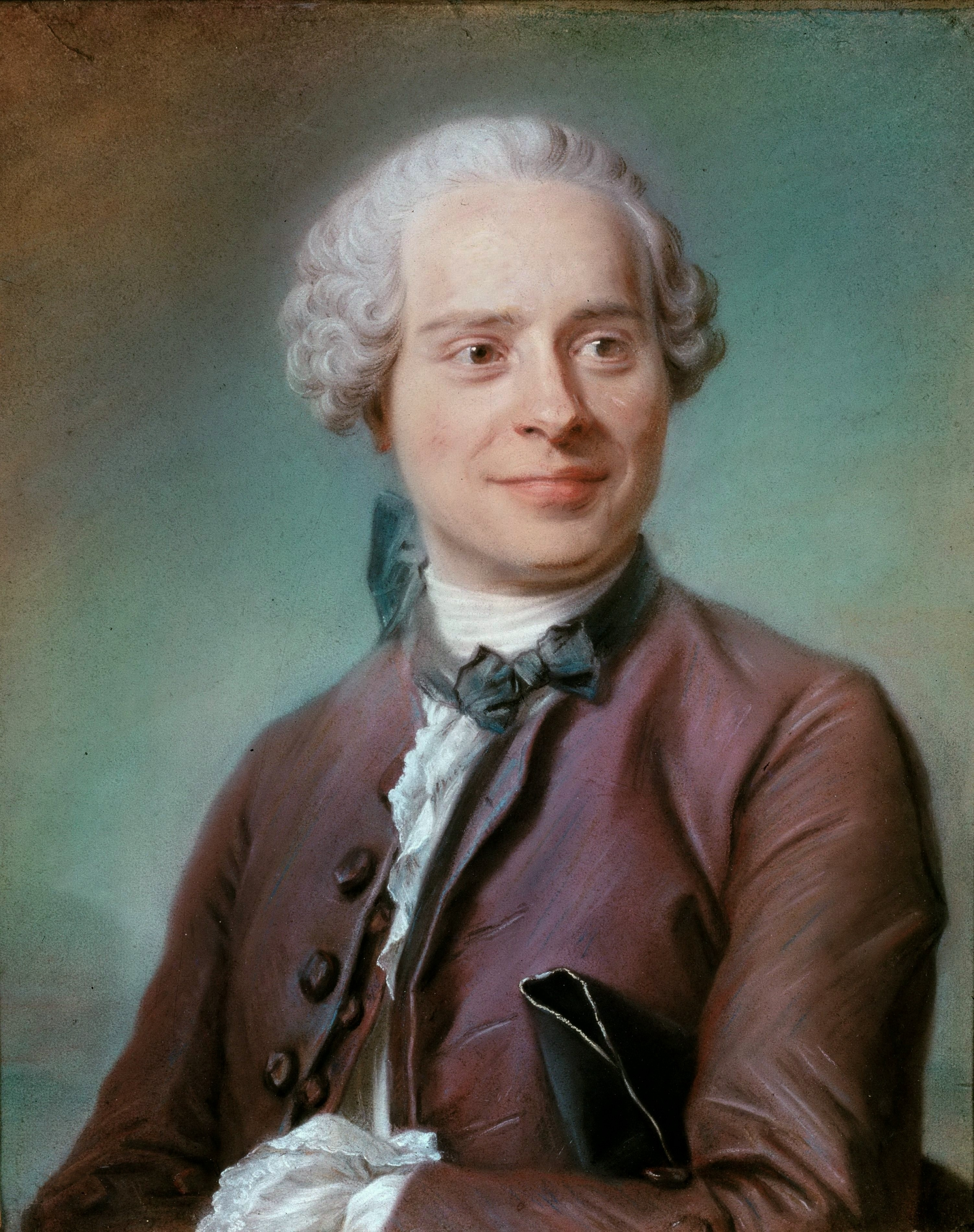
ژان لو رون دالامبر
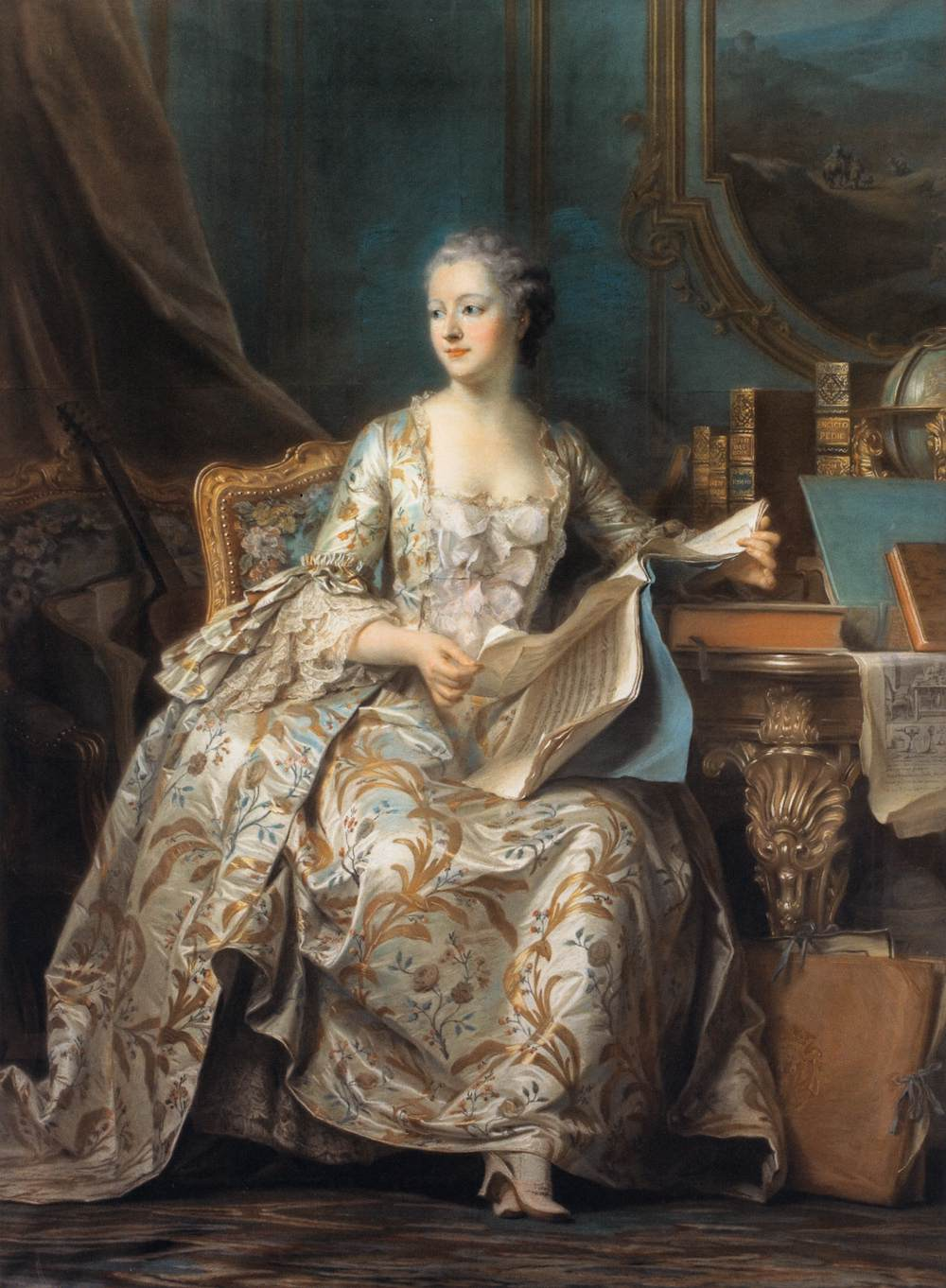
مادام پمپادور
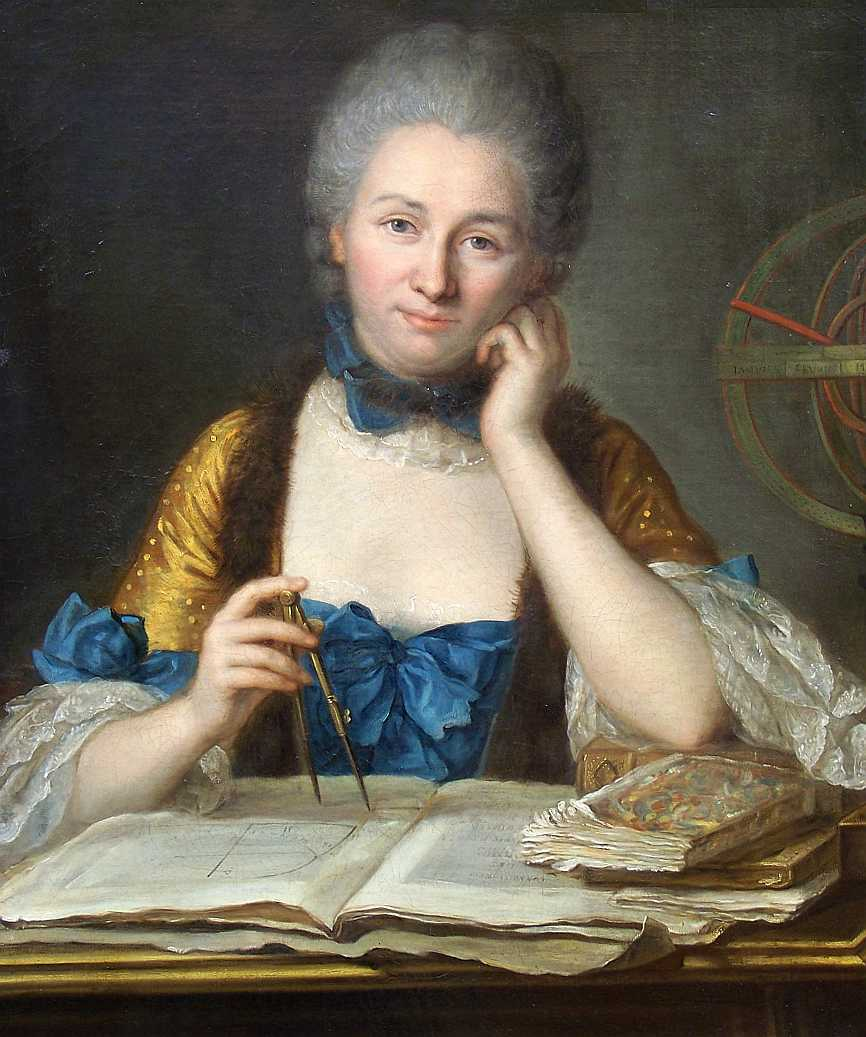
امیلی دوشاتله
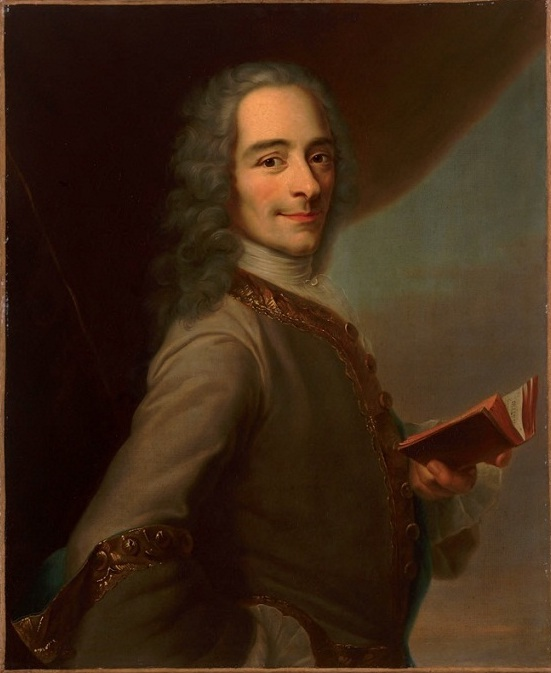
ولتر